# 加州殼菜蛤
加州殼菜蛤（学名：Mytilus californianus）为殼菜蛤科殼菜蛤屬下的一个种。